# American Pie Présente : Girls Power
Série American Pie Présente
Les Sex Commandements
(2009)
Pour plus de détails, voir Fiche technique et Distribution.
American Pie Présente : Girls Power, ou Folies de graduation présente : Girls Power au Québec,  (American Pie Presents: Girls' Rules) est un film américain réalisé par Mike Elliott, sorti directement en vidéo en 2020.
Il s'agit du cinquième volet de la série de films American Pie Présente, dérivée de la série cinématographique American Pie.

## Synopsis
Annie, Stephanie Stifler, Michelle et Kayla sont des amies en dernière année de lycée. Elle concluent un « pacte » pour régler tous leurs problèmes sentimentaux, avant le bal du lycée qui a lieu un mois après la rentrée. C'est alors qu'un garçon très séduisant arrive dans l'établissement. Toutes les filles tombent immédiatement sous le charme de ce nouvel élève, Grant.

## Fiche technique
Sauf indication contraire, les informations mentionnées dans cette section peuvent être confirmées par la base de données cinématographiques IMDb,  présente dans la section « Liens externes ».
- Titre original : American Pie Presents: Girls' Rules
- Titre québécois : Folies de graduation présente : Girls Power
- Titre français : American Pie Présente : Girls Power
- Réalisation : Mike Elliott
- Scénario : David H. Steinberg et Blayne Weaver, d'après les personnages créés par Adam Herz
- Musique : Tim Jones
- Décors : Candi Guterres et Priyanka Guterres
- Costumes : Barbara Vazquez
- Photographie : Damian Horan
- Son : Peter Bawiec
- Montage : Maria Friesen et Charles Norris
- Production : Mike Elliott, Joseph P. Genier, Karen Gorodetzky et Abbey Lessanu

Production déléguée : Adam Herz Chris Moore, Craig Perry et Warren Zide
- Sociétés de production[2] : Capital Arts Entertainment et Universal 1440 Entertainment
- Société de distribution[3] : Universal Pictures
- Budget : n/a
- Pays d'origine :  États-Unis
- Langue originale : anglais
- Format[4] : couleur
- Genre : comédie
- Durée : 95 minutes
- Dates de sortie[5] :
  - États-Unis : 6 octobre 2020 (directement en vidéo)
  - Canada : 6 octobre 2020 (sur internet)
  - France : 1er novembre 2020 (directement en vidéo)[6]
- Classification[7] :
- France : tout public 
  -  États-Unis : Interdit aux moins de 17 ans (R – Restricted)[Note 1].

## Distribution
- Madison Pettis (VFB : Marie Braam) : Annie Watson
- Lizze Broadway (VFB : Ludivine Deworst) : Stephanie Stifler
- Natasha Behnam (VFB : Sandrine Henry)[8] : Michelle
- Piper Curda (VFB : Audrey D'Hulstère) : Kayla
- Darren Barnet (VFB : Maxime Van Santfoort) : Grant
- Zayne Emory (VFB : Brieuc Lemaire) : Jason Sawyer
- Zachary Gordon (VFB : Nicolas Matthys) : Emmett
- Camaron Engels (VFB : Grégory Praet) : Tim
- Christian Valderrama (VFB : Thibaut Delmotte) : Oliver
- Lucas Adams (VFB : Bruno Mullenaerts) : McCormick
- Robert Peters (VFB : Franck Dacquin) : Principal Shankman
- Lisa Linke (VFB : Laurence César) : Patricia Sawyer
- Ed Quinn (VFB : Philippe Allard) : Kevin
- Sara Rue (VFB : Maia Baran) : Ellen
- Blayne Weaver : Fred Sawyer
- Barry Bostwick : PeePaw
- Danny Trejo : M. Garcia
- Rasheda Crockett : Rose
- Lily Bleu Andrew : Meredith
- Jeannie Elise Mai : Lily
- Stephanie Wong : Misty

VFB : Source : carton de doublage. Direction Artistique : Delphine Chauvier.

## Production
Le dernier film de la saga dérivée American Pie Présente, Les Sex Commandements, sort en 2009. Après cela, Universal Pictures produit un nouvel opus de la saga principale, American Pie 4 qui sort en 2012. Un nouvel opus est annoncé à l'été 2019.
Le tournage a lieu d'octobre à novembre 2019. Il se déroule à Los Angeles, notamment à Hollywood.

## Accueil
Sur Rotten Tomatoes, le film a un taux d'approbation de 30 % basé sur les critiques de 10 critiques.